# 리히텐슈타인 후자 콘스탄틴
리히텐슈타인 후자 콘스탄틴(Prince Constantin of Liechtenstein, 1972년 3월 15일 ~ 2023년 12월 5일)은 리히텐슈타인의 후자이자 사업가였다. 리히텐슈타인 후작 한스아담 2세와 브히니츠와 테타우 백작부인 마리 킨스키의 3남 1녀 중 삼남이다. 그는 2020년부터 2023년까지 LGT 은행의 최고 경영자였다.